# Sveti Patrik
Sveti Patrik (latinsko Patricius, irsko Naomh Pádraig), rimsko-britanski škof, misijonar ter svetnik, * 385, Carlisle (tedaj Bannaventa Berniae), † 17. marec 461, Grofija Down (tedaj Saul). Zaradi svojega širjenja krščanstva po Irskem ga pogosto imenujejo tudi "apostol Irske".

## Življenje
Patrik se je rodil na ozemlju rimske Britanije. Ko je bil star okrog 16 let, so ga ugrabili irski razbojniki in ga odpeljali na Irsko kot sužnja. Tam se je naučil irskega jezika. Po šestih letih mu je uspelo pobegniti in se vrniti v domovino.
Doma je vstopil v krščanstvo in postal škof. Potem se je vrnil na Irsko kot misijonar. Pri svojem oznanjevanju je imel veliko uspeha in po njegovi zaslugi je postala Irska močno krščanska dežela.
Za preučevanje njegovega življenja sta pomembna dva latinska spisa, ki se smatrata za primarna vira in za katera velja splošno prepričanje, da ju je napisal sveti Patrik. Prvi je naslovljen Confessio (dobesedno Izpoved), drugi pa Epistola (dobesedno Pismo). V slovenščini je Confessio prvič izšel leta 2014 v prevodu Gašperja Kvartiča.

## Čaščenje
Danes šteje za glavnega zavetnika Irske. Njegov god je 17. marca, ki je na Irskem zelo pomemben praznik.